# KK Jedinstvo Bijelo Polje
El KK Jedinstvo Bijelo Polje (Cirílico: КК Јединство Бијело Поље), también conocido como Jedinstvo 1950, es un club profesional de baloncesto masculino con sede en Bijelo Polje, Montenegro.  El equipo compite en la Erste Liga, la máxima categoría del baloncesto montenegrino, y disputa sus partidos como local en el Nikoljac Hall, que cuenta con una capacidad para 2.000 espectadores. El club cuenta con el patrocinio de Meridianbet.
Además, el club opera una escuela de baloncesto abierta a todas las edades y categorías.

## Historia
El KK Jedinstvo fue fundado en 1950. Entre 1994 y 1998, compitió bajo el nombre de Jugotes TNN. Durante la época de la RFSY y la RFY, el club jugó principalmente en las ligas inferiores. Su única participación en la Primera División fue en la temporada 1994-95, en la que finalizó en la 15.ª posición. Desde la independencia de Montenegro y la instauración del campeonato nacional en la temporada 2006-07, el club ha sido un participante habitual.

## Posiciones en liga
|  | - 2007: 8.º - 2008: 9.º - 2009: 9.º - 2010: 10.º - 2011: 6.º - 2012: 9.º | - 2013: 7.º - 2014: 8.º - 2015: 8.º - 2016: 7.º - 2017: 9.º - 2018: 8.º | - 2019: 6.º - 2020: cancelado - 2021: 10.º - 2022: 6.º - 2023: 7.º - 2024: 12.º |

## Jugadores destacados
| - Mihailo Drobnjak - Goran Sladojević - Ivica Vukotic - Danilo Draskovic - Emir Hadzibegovic - Nemanja Knezevic - Boris Lalovic - Arso Lekovic - Mladen Šekularac - Dusan Cvetkovic - Filip Dumic - Ivan Gemaljevic | - Goran Ignjatovic - Aleksandar Ivanovic - Dušan Mažibrada - Dragan Mijajlovic - Danilo Mitrović - Nikola Munjic - Dejan Radulović - Nemanja Rakocevic - Miloš Savković - Žarko Stankovic - Mirko Tokalic - Vujadin Vorkapic | - Alex Brown - Anthony Chisley - Tyrell Corbin - Anthony Cousin - Daniel Cromwell - David Jackson (baloncestista nacido en 1986) - Anthony Jones (baloncestista nacido en 1984) - Andre Woodlin - Ersid Ljuca - Miloš Mladenović - Lazar Smolovic |